# Roberto Heinze
Roberto Heinze Hauser (22 de julio de 1946) es un ex piragüista de velocidad mexicano que compitió desde finales de la década de 1960. 

## Biografía
Nació dentro de una familia dedicada al canotaje, su hermano Alonso Heinze participó junto con el en los juegos olímpicos del 68, sus hijos Roberto y Ralph Heinze Flamand, compitieron de la misma forma en los olímpicos de 1992 y 1996.
Participó en los Juegos Olímpicos de Verano de 1968 en la Ciudad de México, en el evento K-4 1000 m pero fue eliminado en los repechajes.